# Pisanianura breviaxe
Pisanianura breviaxe är en snäckart som först beskrevs av Kuroda och Tadashige Habe 1961.  Pisanianura breviaxe ingår i släktet Pisanianura och familjen Pisanianuridae. Inga underarter finns listade i Catalogue of Life.